# Biblioteka Wydziałowa Wydziału Zarządzania i Komunikacji Społecznej Uniwersytetu Jagiellońskiego
Biblioteka Wydziałowa Wydziału Zarządzania i Komunikacji Społecznej Uniwersytetu Jagiellońskiego (Biblioteka Wydziałowa WZiKS UJ, BW WZiKS UJ) – wydziałowa jednostka uczelniana, utworzona w 2005 roku, która wraz z Biblioteką Jagiellońską, Biblioteką Medyczną Collegium Medicum oraz bibliotekami wydziałowymi i instytutowymi tworzy system biblioteczno-informacyjny Uniwersytetu Jagiellońskiego. 

## Historia
Biblioteka Wydziałowa Wydziału Zarządzania i Komunikacji Społecznej UJ została powołana do życia na podstawie Zarządzenia nr 60 Jego Magnificencji Rektora Uniwersytetu Jagiellońskiego prof. dr hab. Karola Musioła w dniu 2 listopada 2005 roku. Biblioteka Wydziałowa powstała w wyniku połączenia zbiorów: Instytutu Ekonomii i Zarządzania, Instytutu Dziennikarstwa i Komunikacji Społecznej, Instytutu Informacji Naukowej i Bibliotekoznawstwa, Instytutu Spraw Publicznych, Instytutu Sztuk Audiowizualnych oraz Instytutu Psychologii Stosowanej. Początkowo znajdowała się przy ul. Gronostajowej 7, a od 2009 roku siedziba biblioteki mieści się w nowym gmachu przy ul. prof. S. Łojasiewicza 4, na III Kampusie 600-lecia Odnowienia Uniwersytetu Jagiellońskiego. Powierzchnia całkowita Biblioteki Wydziałowej wynosi ok. 2 810,30 m² (w tym powierzchnia użytkowa 2 404,70 m²). 
Z biblioteki może korzystać jednocześnie około 300 użytkowników. W nowym obiekcie na  czytelników czekają nowoczesne, funkcjonalnie umeblowane pomieszczenia i bardzo dobre warunki techniczne (klimatyzacja, monitoring, winda), które zapewniają komfortowe warunki do pracy. Warto podkreślić, że duża powierzchnia użytkowa biblioteki pozwala na udostępnianie książek w wolnym dostępie.

## Zbiory

### Gromadzenie zbiorów

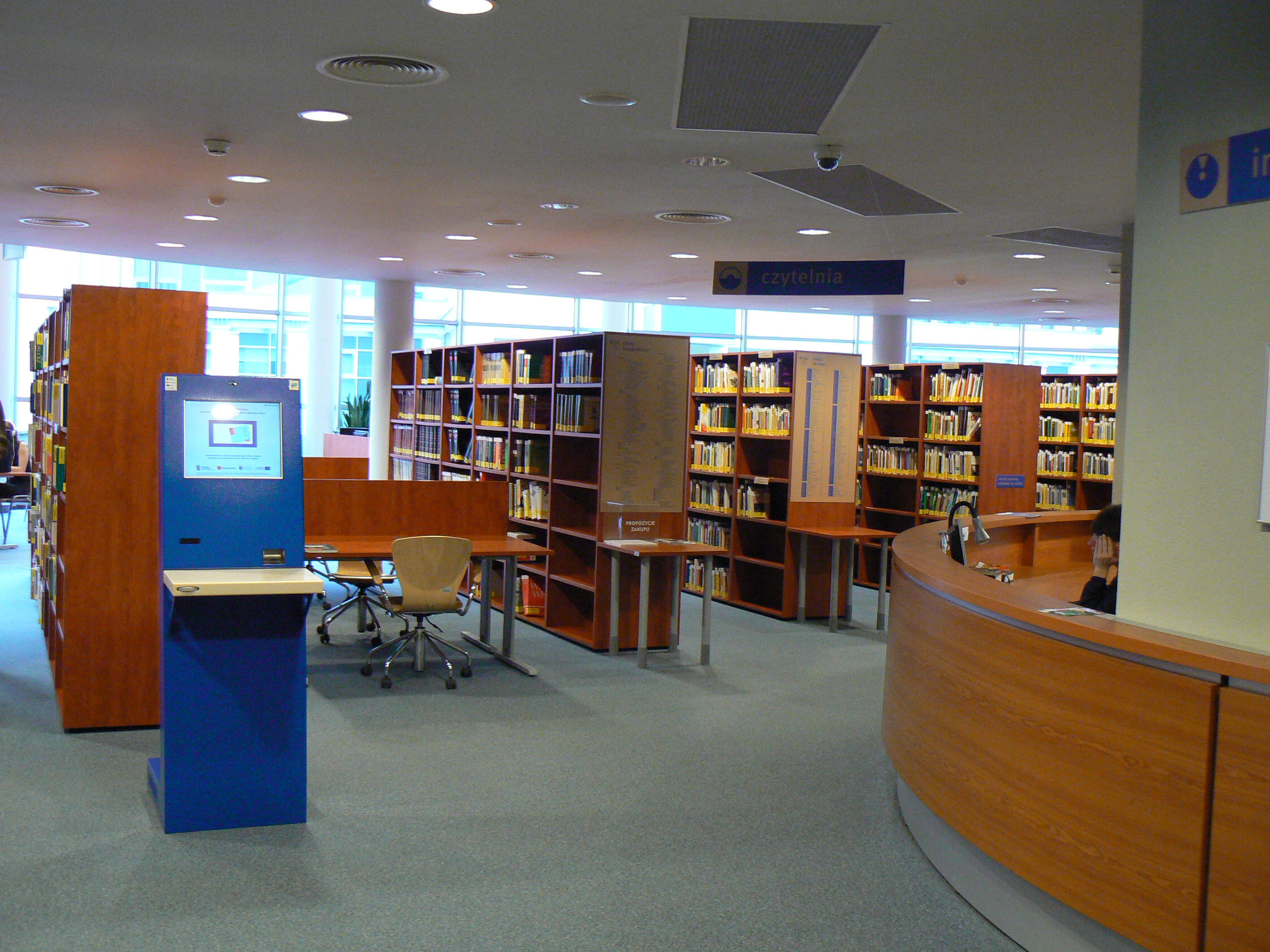
Biblioteka Wydziałowa – czytelnia

Biblioteka Wydziałowa Wydziału Zarządzania i Komunikacji Społecznej UJ gromadzi zbiory w ścisłym porozumieniu z Dyrektorami jedenastu jednostek organizacyjnych Wydziału (Instytutu Informacji Naukowej i Bibliotekoznawstwa, Instytutu Dziennikarstwa i Komunikacji Społecznej, Instytutu Sztuk Audiowizualnych, Instytutu Psychologii Stosowanej, Instytutu Spraw Publicznych, Instytutu Ekonomii i Zarządzania, Instytutu Kultury, Katedry Lingwistyki Komputerowej, Katedry Systemów Informatycznych, Katedry Zarządzania w Turystyce, Wydziałowej Pracowni Multimedialnej).
Proces gromadzenia zbiorów jest odpowiedzią na aktualne zapotrzebowania użytkowników, a podstawowym zadaniem Biblioteki Wydziałowej jest dostosowanie zakresu materiałów bibliotecznych do wymagań osób korzystających (przede wszystkim pracowników i studentów Wydziału). 
Poznawanie potrzeb użytkowników odbywa się poprzez: konsultacje, obserwacje, rozmowy, analizę programów studiów, analizę zbiorów i dokumentów bibliotecznych oraz ankiety.

### Księgozbiór
Księgozbiór biblioteki ściśle odpowiada profilowi kształcenia na kierunkach studiów prowadzonych na Wydziale. Zakres tematyczny zbiorów obejmuje publikacje z zakresu: ekonomii, rachunkowości, finansów, zarządzania i organizacji, marketingu, kultury, komunikacji społecznej, mediów, bibliotekoznawstwa, bibliologii, informatologii, dziennikarstwa, filmoznawstwa, geografii gospodarczej, prawa, psychologii,polityki społecznej. W wyborze gromadzona jest literatura z zakresu: filozofii, socjologii, nauk politycznych, historii, medycyny czy pedagogiki. 
Biblioteka udostępnia również polskie i zagraniczne czasopisma.

### Opracowanie zbiorów

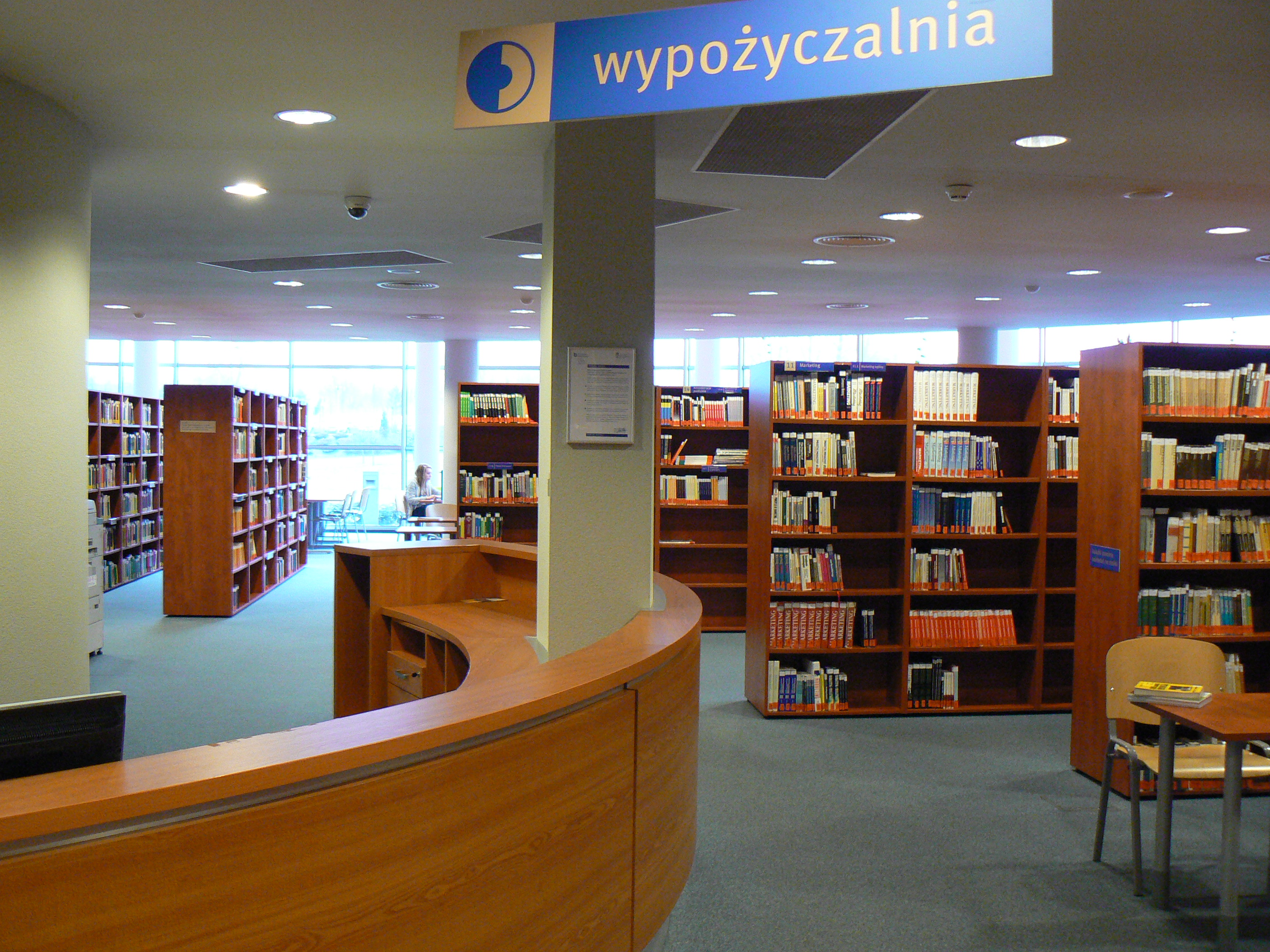
Biblioteka Wydziałowa – wypożyczalnia

Od roku 1998 Biblioteka Wydziałowa współuczestniczy wraz z Biblioteką Jagiellońską i innymi bibliotekami instytutowymi w tworzeniu Katalogu Komputerowego UJ w systemie VIRTUA/ VTLS). Od 2003 roku opisy bibliograficzne wprowadzane są bezpośrednio do Narodowego Uniwersalnego Katalogu Centralnego (NUKAT), który jest tworzony metodą współkatalogowania przez polskie biblioteki naukowe. W ciągu dziesięciu lat Biblioteka Wydziałowa WZiKS UJ wprowadziła łącznie do NUKAT ponad 58 000 rekordów. Biblioteka Wydziałowa WZiKS UJ jest również jedną z jedenastu bibliotek na Uniwersytecie Jagiellońskim, która wypożycza swoje zbiory za pomocą elektronicznego modułu kontroli wypożyczeń VTLS/VIRTUA.

## Budynek Biblioteki
Budynek biblioteki obejmuje dwie kondygnacje na planie koła. Na parterze znajdują się: czytelnia, wypożyczalnia, pomieszczenie na katalogi komputerowe, magazyn, pokoje dla pracowników, kabiny do indywidualnej pracy, kabina tyflologiczna dla osób słabo widzących i niewidomych, wyposażona w skaner do skanowania książek służący do przetworzenia tekstu drukowanego do postaci elektronicznej, program OCR (Optical Character Recognition) służący do rozpoznania zeskanowanego tekstu, słuchawki, Screen Leader – program umożliwiający osobie niewidomej pracę z komputerem, Magic Professional – program dla osób niedowidzących, komputer oraz monitor. Na piętrze znajduje się czytelnia oraz kabiny audiowizualne, wyposażone w telewizory, DVD, komputery i słuchawki bezprzewodowe. Dzięki rozwiązaniom architektonicznym i technicznym budynku z Biblioteki mogą korzystać osoby niepełnosprawne.

## Nowoczesne technologie w Bibliotece
1 grudnia 2009 roku Biblioteki Wydziałowe Wydziału Zarządzania i Komunikacji Społecznej oraz Matematyki i Informatyki UJ rozpoczęły realizację Projektu nr MRPO.01.01.01-12-086/09 „Unowocześnienie systemu udostępniania i zabezpieczenia zbiorów bibliotek Wydziału Zarządzania i Komunikacji Społecznej i Matematyki i Informatyki UJ", który otrzymał dofinansowanie w ramach konkursu 14/2009/1.1 a dla Schematu 1.1 A Rozwój infrastruktury dydaktycznej szkolnictwa wyższego Małopolskiego Regionalnego Programu Operacyjnego na lata 2007-2013.
W ramach projektu dla Biblioteki Wydziałowej WZiKS UJ zakupiono: stanowisko bibliotekarza, wrzutnię zewnętrzną, samoobsługowe stanowisko do wypożyczeń, wrzutnię wewnętrzną, mobilne stanowisko do skontrum i kontroli księgozbioru.

Nowoczesne technologie w Bibliotece Wydziałowej WZiKS UJ
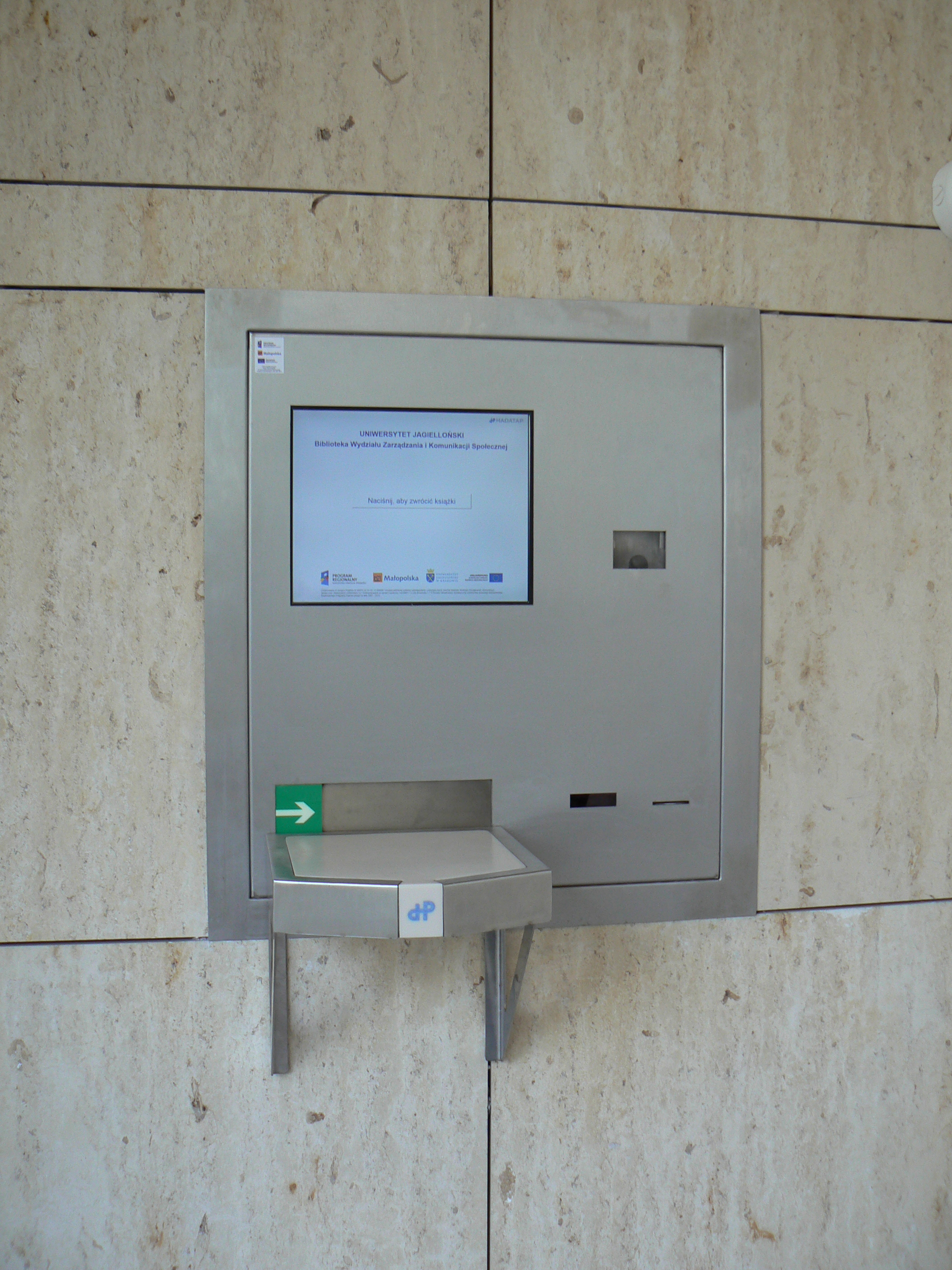
Wrzutnia zewnętrzna
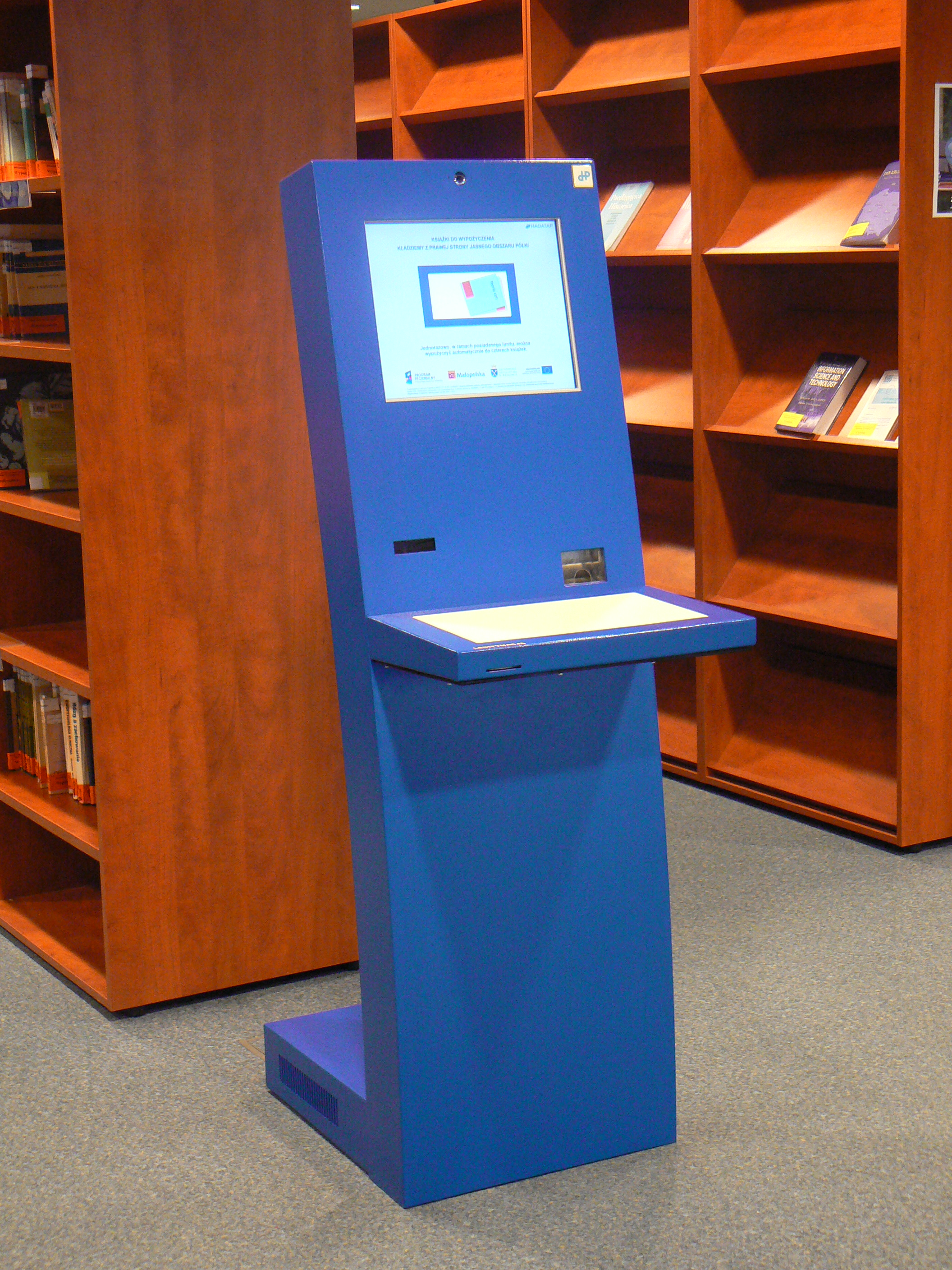
Samoobsługowe stanowisko do wypożyczeń
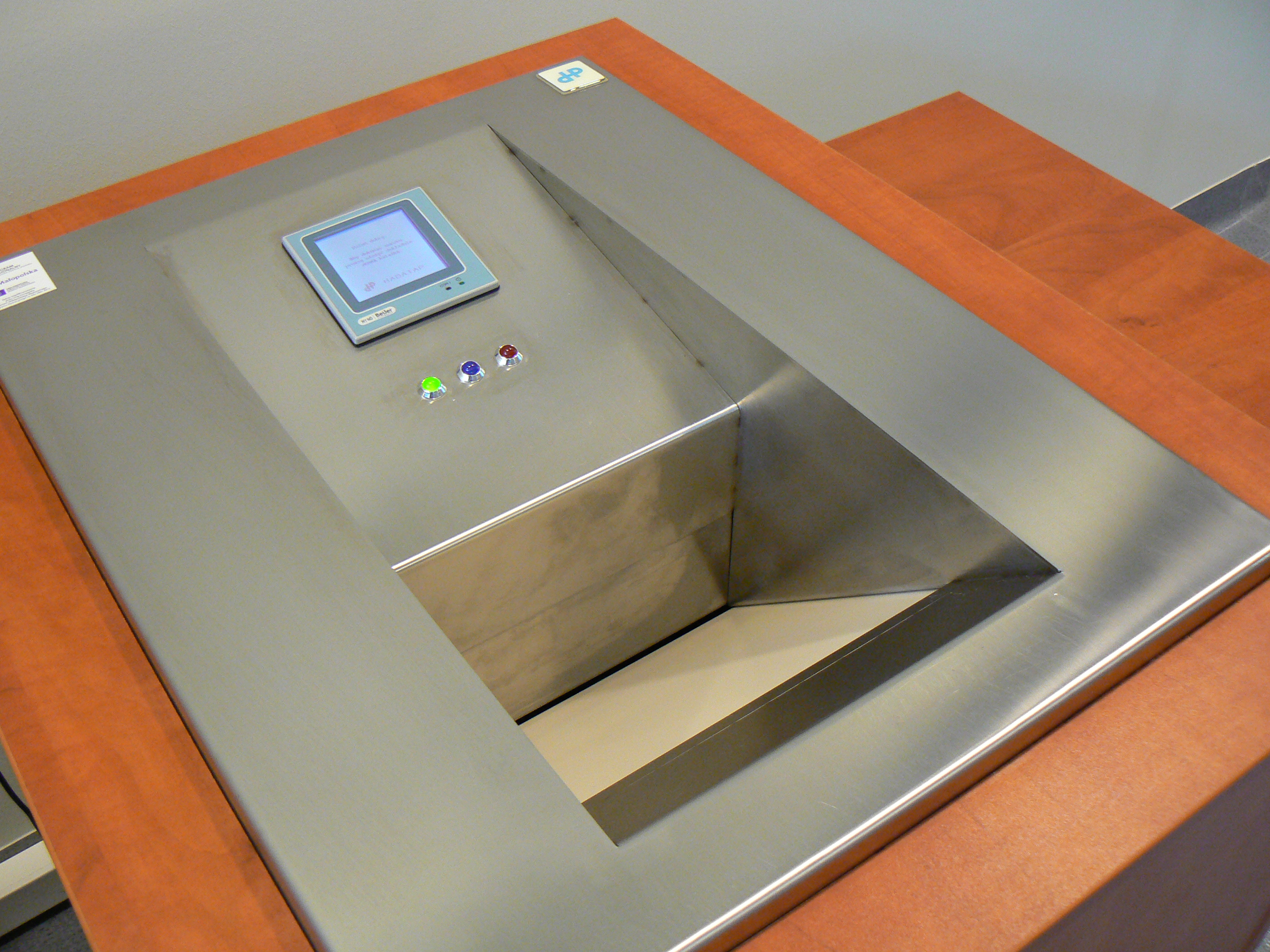
Wrzutnia wewnętrzna
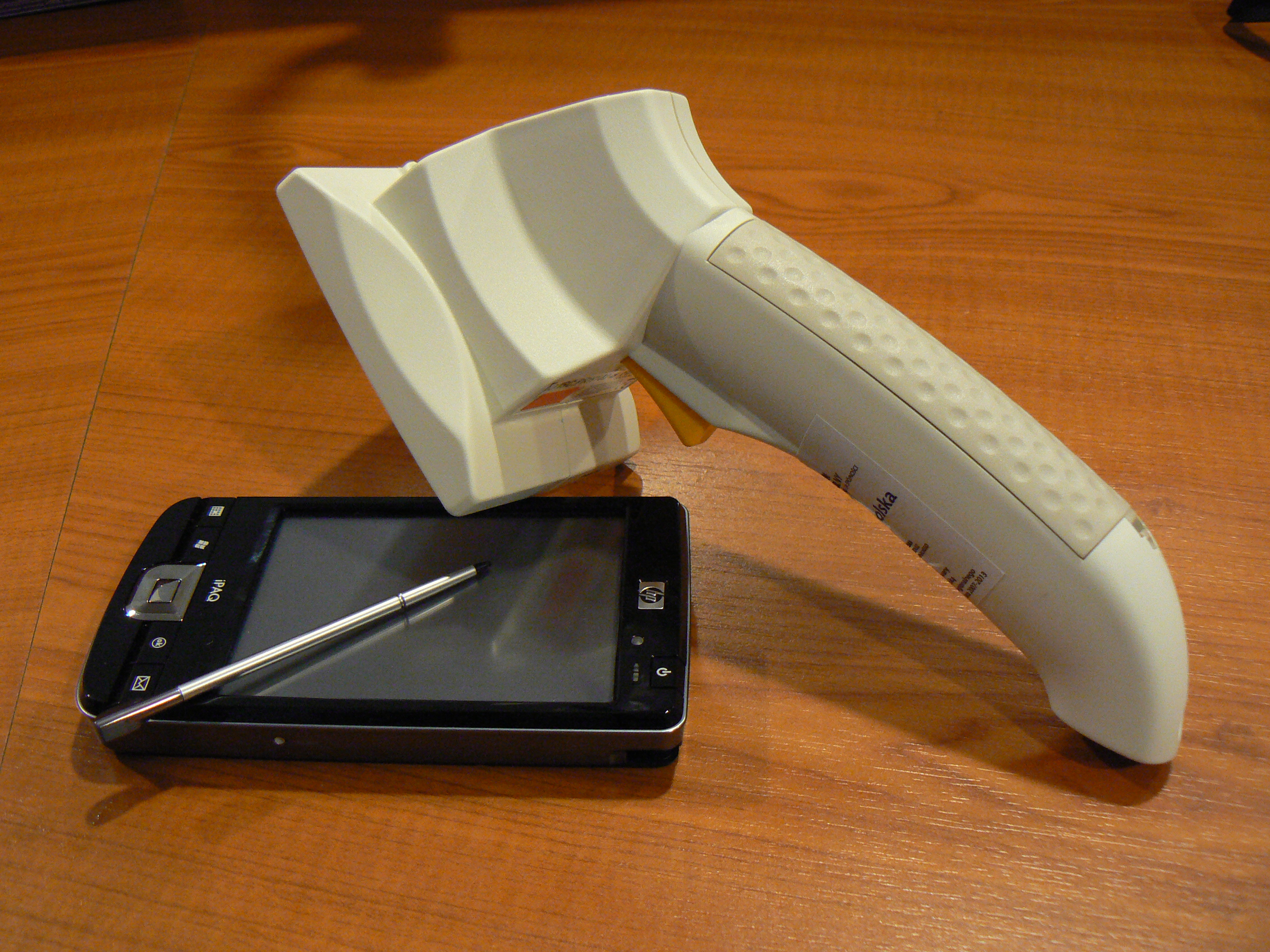
Mobilne stanowisko do skontrum i kontroli księgozbioru

## Oferta Biblioteki
Biblioteka oferuje swoim użytkownikom szereg usług: bibliotecznych, informacyjnych, dydaktyczno-szkoleniowych, technologicznych. W bibliotece jest dostępnych kilkadziesiąt komputerów z łączem internetowym – użytkownicy mogą nie tylko korzystać z katalogu online czy baz danych, ale także przeszukiwać zasoby sieciowe. Do dyspozycji czytelników oddano 12 skanerów i ksero. Dzięki Internetowi bezprzewodowemu istnieje możliwość pracy na własnym laptopie, co ma istotne znaczenie dla osób piszących prace. 
Działalność dydaktyczno-metodyczna biblioteki obejmuje instruktaż indywidualny oraz szkolenia grupowe (lekcje biblioteczne) dla studentów pierwszego roku oraz stworzenie warunków do odbycia praktyk zawodowych studentów kierunku „informacja naukowa i bibliotekoznawstwo” oraz innych jednostek organizacyjnych Wydziału. Studenci przygotowujący prace licencjackie i magisterskie mogą wziąć udział w przedmiocie „Przysposobienie biblioteczno-informacyjne” prowadzonym przez pracowników biblioteki.
Do biblioteki zapisanych jest ponad 3600 czytelników, którym rocznie wypożycza się około 15 tys. woluminów. W okresie ostatnich dwóch lat zanotowano również około 98 000 odwiedzin w czytelni. W latach 2010–2013 biblioteka posiadała certyfikat jakości na zgodność z wymaganiami normy ISO 9001:2008.